# Vryokastro (Citno)
Vryokastro è probabilmente il sito archeologico più antico della capitale dell’isola di Citno, Grecia, abitato dal XII secolo. fino al VII-VI secolo a.C..

## Denominazione
La città antica, si chiamava Citno, da cui poi l'isola prese il nome. È anche menzionato come Obriokastro e Rigokastro, (luogo protetto dai nemici).

## Posizione
Vryokastro si trova sul versante nord-ovest dell'isola, tra le baie di Merichas e di Apocrusi. La città aveva una superficie di 300 acri, era cintata da mura e parte di essa si estendeva sull’isola di fronte, chiamata Vryokastraki e collegata alla città via terra. Le recenti ricerche subacquee e gli scavi mostrano che prima dell'innalzamento del livello del mare, che è stata causa della separazione dell'isola rocciosa dalla costa, si ergevano edifici, oggi sommersi.

## Città
Gli scavi del sito sono tuttora attivi. Fino ad oggi nella zona residenziale sono stati rinvenuti edifici pubblici, un acquedotto, un'acropoli, due necropoli, un porto, un santuario, un tempio, rilievi monumentali nonché un grande edificio del Tardo Classico e del Periodo ellenistico.

### Santuario
Dal 2000 al 2016 sono stati effettuati scavi portando alla luce un santuario inesplorato dell'era arcaica di epoca ellenistica. Il tempio del santuario, ancora intatto, conteneva tributi e doni ben conservati, per la maggior parte oggetti preziosi. Gli scavi a sud del tempio hanno portato in superficie due altari e un ampio deposito di tributi con centinaia di oggetti di valore.

### Monumento commemorativo
Si trova a ovest del santuario e lo studio del ritrovamento è iniziato nel 2009. Si presume appartenesse all’Agorà della città durante il periodo ellenistico.

### Edificio pubblico
Un edificio a due piani è stato ritrovato più in basso delle mura e si suppone si tratti della casa dei priori della città durante il periodo classico-ellenistico.

### Complesso dei santuari di Ano Polis
Si compone di una serie di edifici che sono stati rinvenuti e ripuliti dal 2016 al 2018 e si estendono per 800 metri. Si pensa siano, ma di questo non si è del tutto certi, templi di Esculapio, degli dei di Samotracia, di Afrodite, di Apollo e di Artemide.

## Bryokastraki
Gli scavi effettuati dal 2018 al 2020 e i reperti ritrovati, documentano la presenza sull'isola di presenze umane già nel XII° secolo a.C.. Quando anticamente l’sola era collegata alla costa, essa costituiva la parte occidentale del porto della città. Gli scavi hanno portato alla luce un rilievo monumentale, un altare monumentale, la prima Basilica paleocristiana a tre navate rinvenuta sull'isola e un complesso di edifici lungo 90 metri con 15 vani rettangolari.

## Scavi e ricerche subacquee
Dal 2005 al 2011 sono state effettuati scavi e ricerche subacquee nell'antico porto di Vryokastro, l'attuale baia di Mandraki. Sono stati così scoperti edifici sulla costa e nel fondale marino, l'intero porto è stato mappato ed è stato rinvenuto un edificio che sembra far parte delle mura della città.

## Galleria d'immagini

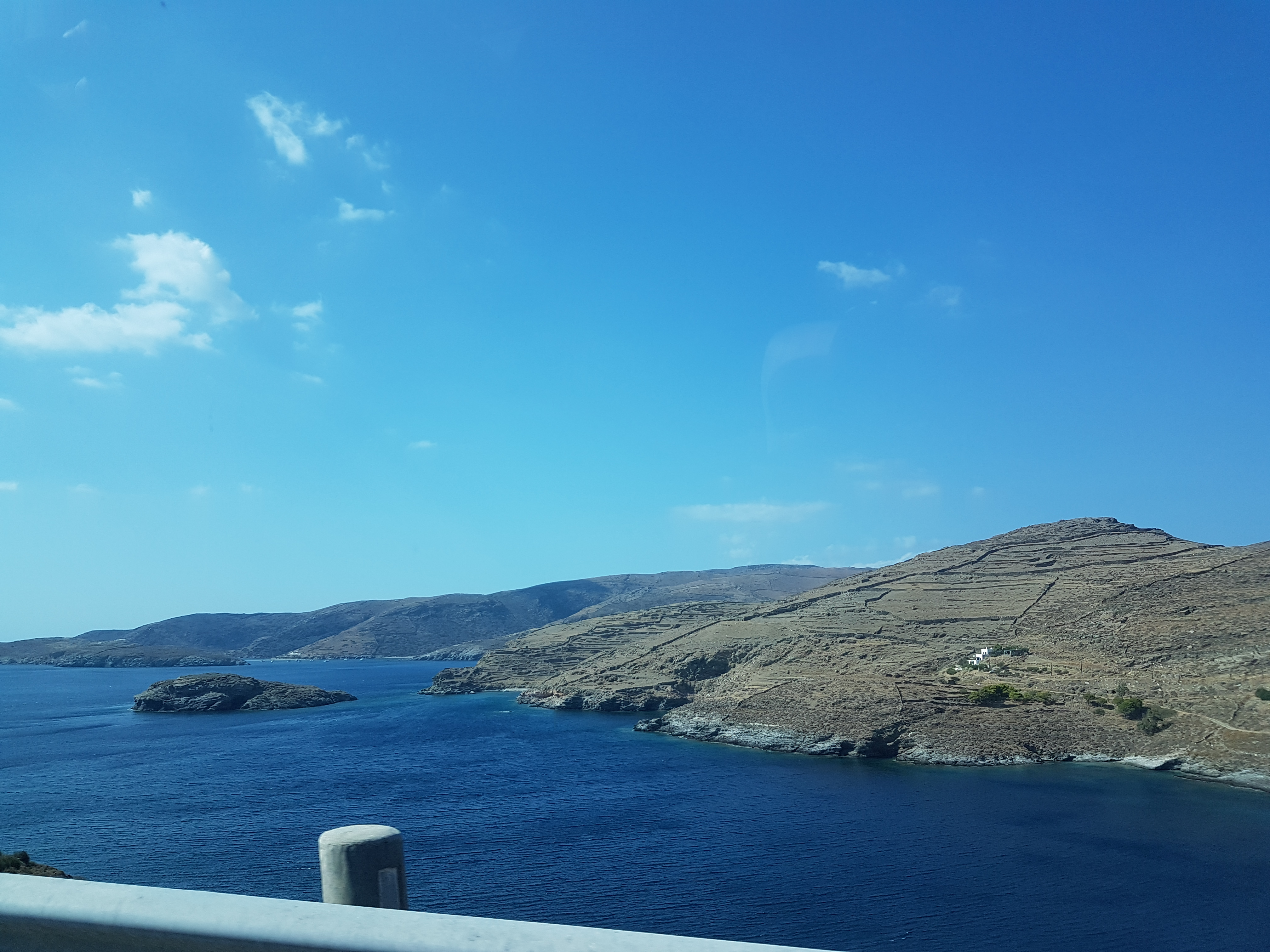
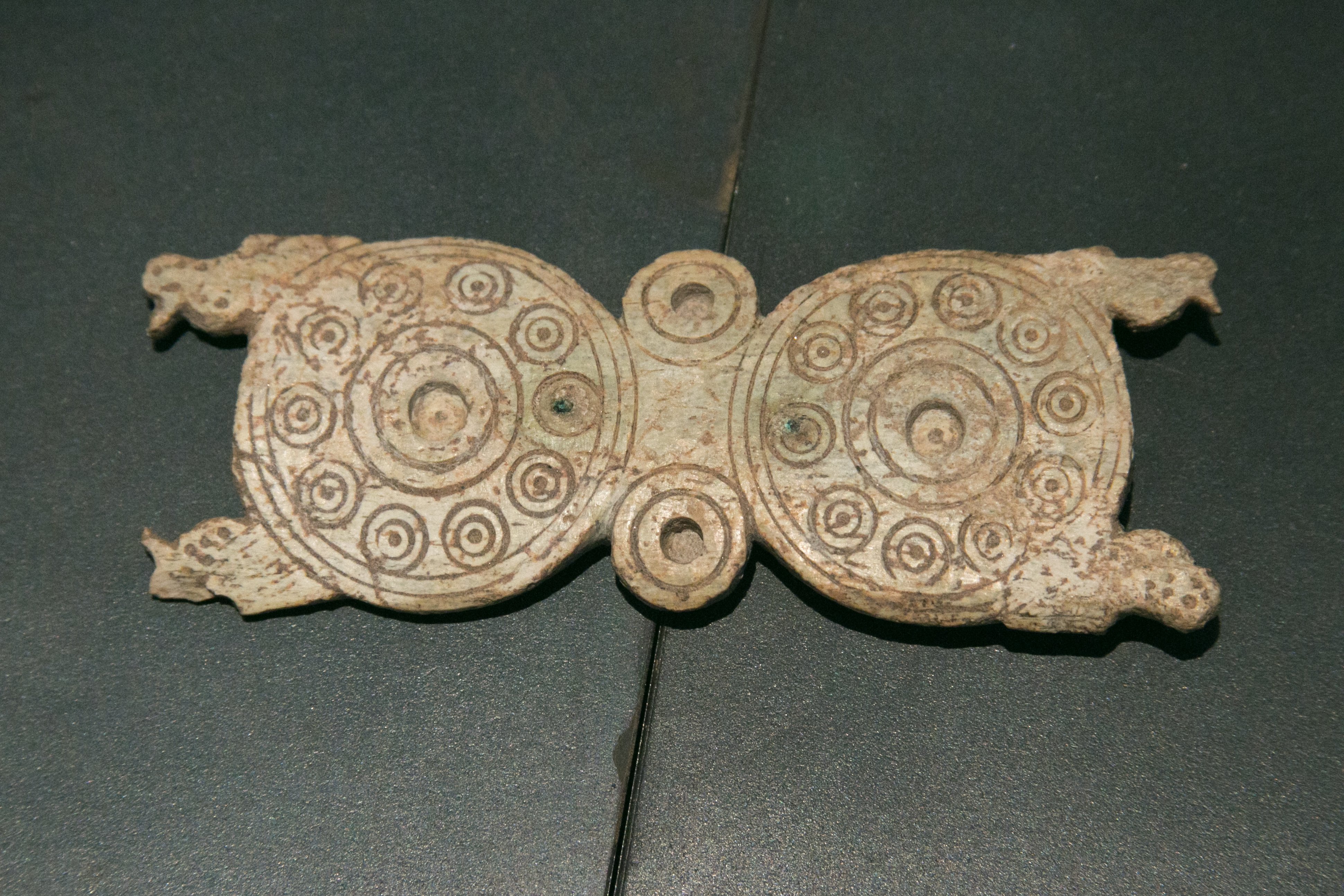
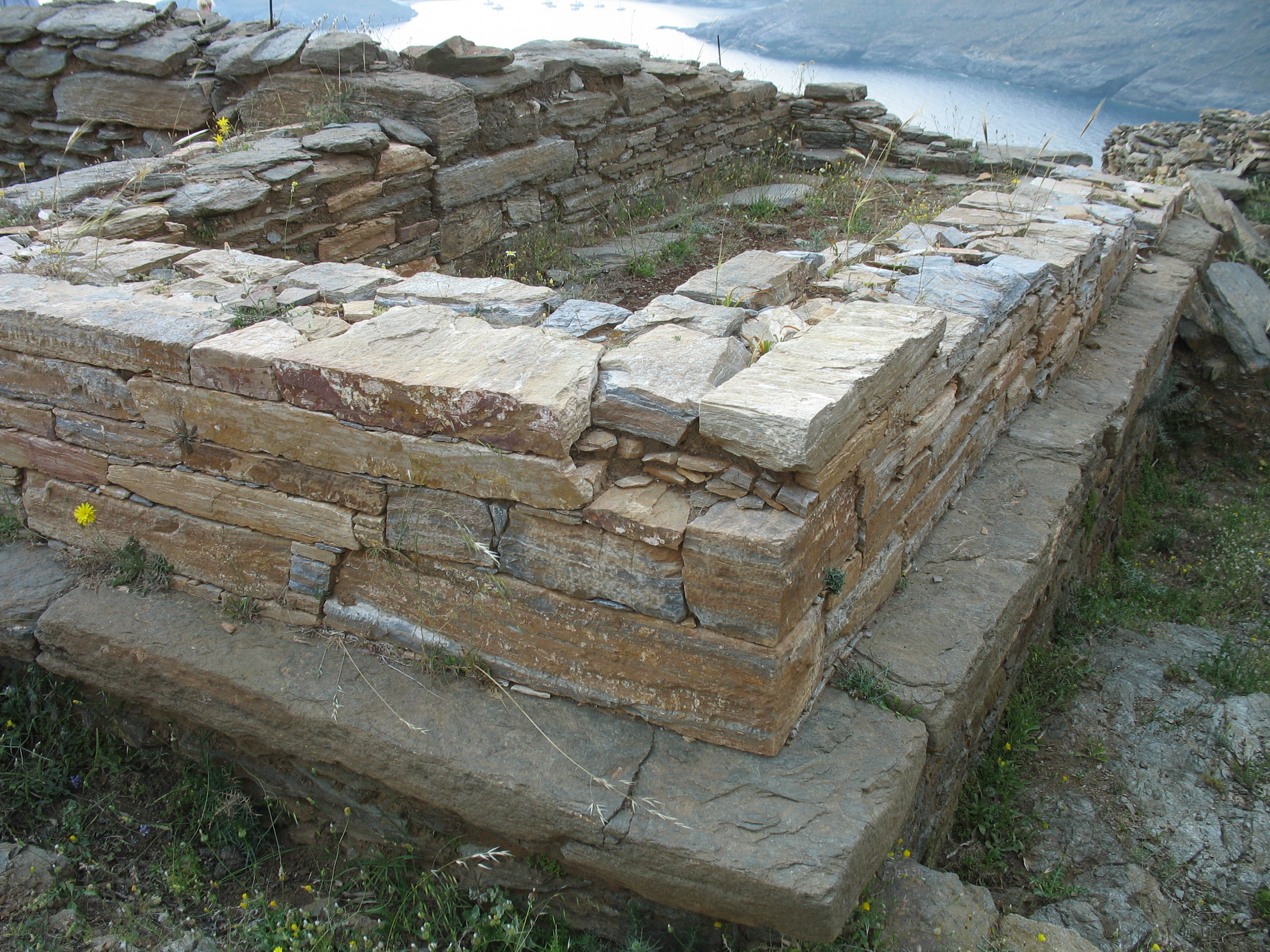
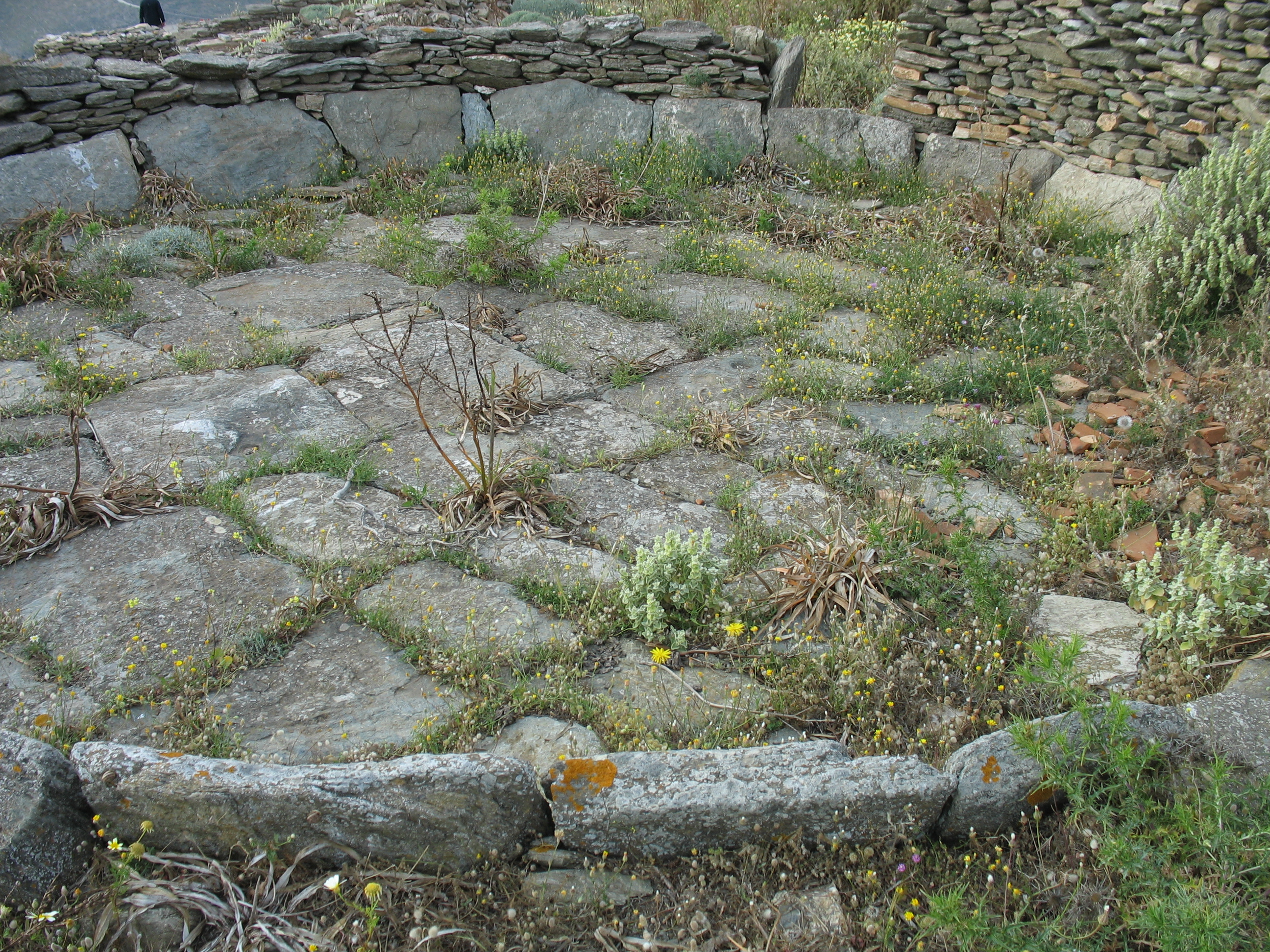